# Maurice Richard
Joseph Henri Maurice „The Rocket” Richard Sr.  (Montréal, 1921. augusztus 4. – Montréal, 2000. május 27.) Stanley-kupa-győztes kanadai jégkorongozó.
Egykori profi jégkorongozó, aki a Montréal Canadiens csapatában szerepelt a National Hockey League-ben 1942 és 1960 között. Ő volt a saját korának legeredményesebb játékosa. Az első, aki 50 mérkőzésen 50 gólt tudott szerezni (az 1944–1945-ös NHL-szezonban), az első, aki elérte az 500 gólt pályafutása során. Játékos karrierjét 544 alapszakasz és 82 playoff góllal (ebből 6 hirtelen halálban) fejezte be. Öt szezonban volt a Liga legjobb gólszerzője. Góljai mellett 421 passzt és 965 pontot is jegyzett, 978 mérkőzésen.
Richard nyolc alkalommal volt tagja a Stanley-kupa győztes Canadiensnek, ebből sorozatban 5 alkalommal a csapat kapitánya is volt. (1956–1960). 1947-ben megkapta a legértékesebb játékosnak járó  Hart-emlékkupát is. Nyolc alkalommal az első, hatszor a második All-Star csapatba választották be, és 1947 és 1959 között minden NHL All-Star mérkőzésen szerepelt. Elmer Lach center, Hector Blake balszélsővel együtt alkották a Canadiens Punch Line-nak nevezett csatársorát.
1961-ben iktatták be a Jégkorong Hall of Fame-jébe, a kötelező várakozási idő előtt.
A Maurice „Rocket” Richard-trófea is őrzi emlékét, amely 1999 óta, az  alapszakaszban legtöbb gólt szerző játékos érdemel ki.

## Játékos karrier
| 1942–1943    | Montréal Canadiens | NHL          | 16  | 5   | 6   | 11  | 4    | --  | -- | -- | --  | --  |
| 01943–1944 * | Montréal Canadiens | NHL          | 46  | 32  | 22  | 54  | 45   | 9   | 12 | 5  | 17  | 10  |
| 1944–1945    | Montréal Canadiens | NHL          | 50  | 50  | 23  | 73  | 46   | 6   | 6  | 2  | 8   | 10  |
| 01945–1946 * | Montréal Canadiens | NHL          | 50  | 27  | 21  | 48  | 50   | 9   | 7  | 4  | 11  | 15  |
| 1946–1947    | Montréal Canadiens | NHL          | 60  | 45  | 26  | 71  | 69   | 10  | 6  | 5  | 11  | 44  |
| 1947–1948    | Montréal Canadiens | NHL          | 53  | 28  | 25  | 53  | 89   | --  | -- | -- | --  | --  |
| 1948–1949    | Montréal Canadiens | NHL          | 59  | 20  | 18  | 38  | 110  | 7   | 2  | 1  | 3   | 14  |
| 1949–1950    | Montréal Canadiens | NHL          | 70  | 43  | 22  | 65  | 114  | 5   | 1  | 1  | 2   | 6   |
| 1950–1951    | Montréal Canadiens | NHL          | 65  | 42  | 24  | 66  | 97   | 11  | 9  | 4  | 13  | 13  |
| 1951–1952    | Montréal Canadiens | NHL          | 48  | 27  | 17  | 44  | 44   | 11  | 4  | 2  | 6   | 6   |
| 01952–1953 * | Montréal Canadiens | NHL          | 70  | 28  | 33  | 61  | 112  | 12  | 7  | 1  | 8   | 2   |
| 1953–1954    | Montréal Canadiens | NHL          | 70  | 37  | 30  | 67  | 112  | 11  | 3  | 0  | 3   | 22  |
| 1954–1955    | Montréal Canadiens | NHL          | 67  | 38  | 36  | 74  | 125  | --  | -- | -- | --  | --  |
| 01955–1956 * | Montréal Canadiens | NHL          | 70  | 38  | 33  | 71  | 89   | 10  | 5  | 9  | 14  | 24  |
| 01956–1957 * | Montréal Canadiens | NHL          | 63  | 33  | 29  | 62  | 74   | 10  | 8  | 3  | 11  | 8   |
| 01957–1958 * | Montréal Canadiens | NHL          | 28  | 15  | 19  | 34  | 28   | 10  | 11 | 4  | 15  | 10  |
| 01958–1959 * | Montréal Canadiens | NHL          | 42  | 17  | 21  | 38  | 27   | 4   | 0  | 0  | 0   | 2   |
| 01959–1960 * | Montréal Canadiens | NHL          | 51  | 19  | 16  | 35  | 50   | 8   | 1  | 3  | 4   | 2   |
| NHL összesen | NHL összesen       | NHL összesen | 978 | 544 | 421 | 965 | 1285 | 133 | 82 | 44 | 126 | 188 |

* Stanley-kupa győztes

## Külső hivatkozások
- Életrajz, képek, statisztika
- Statisztika